# Отвязные каникулы
«Отвязные каникулы» (англ. Spring Breakers) — драма американского режиссёра Хармони Корина «о поколении, выросшем на видеоиграх и YouTube». Картина вошла в основной конкурс 69-го Венецианского кинофестиваля, где 5 сентября 2012 года состоялась её мировая премьера. Фильм получил преимущественно положительные отзывы от кинокритиков; собрал более 30 млн $ при бюджете в 5 млн $.

## Сюжет
Четыре ученицы колледжа были лучшими подругами, начиная со школьной скамьи. Теперь они живут в скучном общежитии и жаждут приключений. Впереди весенние каникулы, и очень хочется провести их весело и незабываемо. Девчонки решают подзаработать денег, чтобы хватило оторваться по полной.
Правда, способ заработка денег героини выбирают не совсем обычный. Судьба сводит их с одним весьма сомнительным типом, торговцем наркотиками и оружием, и это знакомство обещает предоставить им массу острых ощущений, на которые они уже не могли и надеяться. Как далеко способны зайти девушки, чтобы получить каникулы, которые, уж будьте уверены, они никогда не забудут!

## В ролях
- Джеймс Франко — Эйлиен (Пришелец)
- Селена Гомес — Фейт (Вера)
- Ванесса Хадженс — Кенди
- Эшли Бенсон — Брит
- Рэйчел Корин — Котти
- Хизер Моррис — Бесс
- Гуччи Мейн — Арчи
- Fi Fi — Рэпер

## Критика
Фильм получил смешанные, преимущественно положительные отзывы кинокритиков. На сайте Rotten Tomatoes 66 % рецензий являются положительными, средний рейтинг составляет 6,3 из 10. Авторитетный французский киножурнал Cahiers du Cinema признал «Отвязные каникулы» лучшим фильмом 2013 года после драмы «Незнакомец на озере».